# Panhard & Levassor M2E

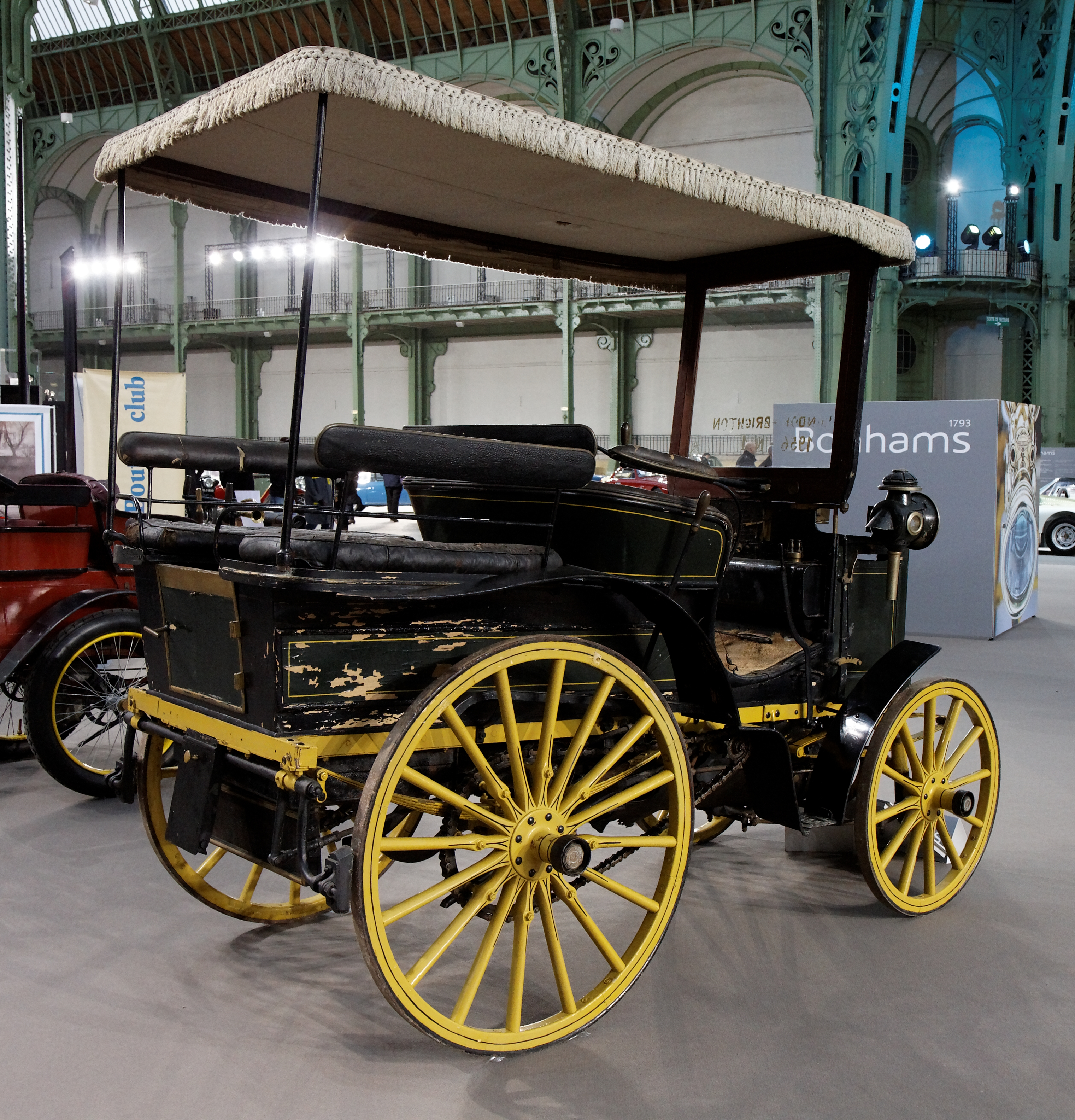
Als etwas längere Wagonette mit Dach

Der Panhard & Levassor M2E ist ein Pkw-Modell der 1890er Jahre. Hersteller war Panhard & Levassor in Frankreich.

## Beschreibung
Vorgänger des Panhard & Levassor M2E war der P2D.
Die nationale Zulassungsbehörde in Frankreich prüfte erst ab 1899 Kraftfahrzeuge systematisch, um Typenbescheinigungen auszustellen. Da dieses Modell bereits 1895 eingeführt wurde, gibt es keine offizielle Typenbezeichnung. Der Modellname ist vom Motor des Wagens abgeleitet. Das „M“ steht für den sogenannten Phénix-Motor nach einer Lizenz von der Daimler-Motoren-Gesellschaft. Die „2“ zeigt die Anzahl der Zylinder an.
Es ist ein Zweizylinder-Reihenmotor. 80 mm Bohrung und 120 mm Hub ergeben 1206 cm³ Hubraum. Damit entspricht der Hubraum jenem des Vorgängers P2D. 4 CV sind angegeben, wobei unklar bleibt, ob das für die steuerliche Einstufung nach Cheval fiscal oder für die tatsächliche Motorleistung in PS steht.
Die Bauweise mit Frontmotor und Hinterradantrieb entsprach dem System, das Panhard & Levassor 1891 eingeführt hatte. Der Radstand betrug zwischen 180 cm und 265 cm. Bezüglich Karosseriebauformen sind Doppelphaeton, Phaeton, Break, Dos-à-dos und Kastenwagen bekannt.
Von Juni bis Dezember 1895 entstanden zwei Fahrzeuge. In den darauffolgenden Jahren waren es 48, 113 und 101; insgesamt sind das 264 Stück. Davon wurden 15 Fahrzeuge exportiert.
1899 folgte der Type A1/A2, der in dem Jahr seine Typenbescheinigung von der Behörde erhielt. Der Motor blieb unverändert.

## Motorsport
Das Modell wurde auch bei Autorennen wie  Paris–Bordeaux–Paris 1895 eingesetzt.

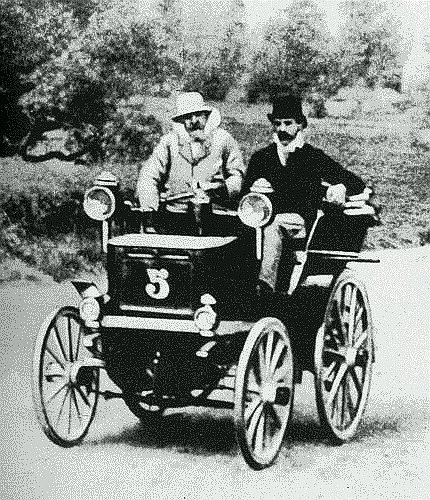
Paris–Bordeaux–Paris 1895